# Малком Армстед
Малколм Армстед (енгл. Malcolm Armstead; Флоренс, Алабама, 1. август 1989) је амерички кошаркаш. Игра на позицији плејмејкера.

## Биографија
Армстед је колеџ каријеру провео на три универзитета. Након што није изабран на НБА драфту 2013. каријеру почиње у словеначкој Крки. У клубу из Новог Места провео је две сезоне и у том периоду освојио четири национална трофеја (једно национално првенство, два купа и један суперкуп). Сезону 2015/16. је почео у екипи Автодор Саратова, али је већ у новембру 2015. прешао у атински АЕК. Већ 25. децембра 2015. напустио је АЕК и потписао за Истанбул ББ до краја те сезоне. У сезони 2016/17. бранио је боје Јешилгиресуна. Дана 22. септембра 2017. потписао је за Нептунас. Већ крајем октобра 2017. напустио је Нептунас и прешао у Ретимно. У јулу 2018. је постао играч Бујукчекмеџеа да би у децембру исте године прешао у Кими.

## Успеси

### Клупски
- Крка:
  - Првенство Словеније (1): 2013/14.
  - Куп Словеније (2): 2014, 2015.
  - Суперкуп Словеније (1): 2014.

### Појединачни
- Најкориснији играч Суперкупа Словеније (1): 2014.
- Идеална стартна петорка Јадранске лиге (1): 2014/15.